# Babylonier
Die Babylonier sind die Bewohner der südmesopotamischen Ebene im Umland von Babylon. Babylon war mehrfach Zentrum eines Stadtstaates oder eines ausgedehnteren Reiches (Karduniaš), zum Beispiel in Altbabylonischer Zeit und in der Neubabylonischen Zeit.

## Altbabylonisches Reich
Um 1831 v. Chr. befreiten sich die aus Palästina eingedrungenen amoritischen Stämme von der Oberherrschaft Isins und gründeten das altbabylonische Reich. Der bekannteste babylonische Herrscher dieser Zeit war Ḫammurapi (1728–1686 v. Chr.), Namensgeber des berühmten Codex Ḫammurapi, eine der ältesten bis heute erhaltenen schriftlichen Gesetzsammlungen – eine Steinsäule, auf der die Gesetze in Keilschrift eingemeißelt wurden.
Das Bewässerungssystem wurde ausgebaut und der Pflug mit Saattrichter eingeführt, was zu großen Ertragssteigerungen in der Landwirtschaft führte. Große Bedeutung hatten in dieser Zeit auch die Schuldsklaverei und der Wucher.
Hammurapis Sohn Schamschu-ilana (1685–1648 v. Chr.) konnte das Reich noch gegen Einfälle der Kassiten und Elamiter verteidigen. Nach seinem Tod verlor das Reich jedoch schnell an Bedeutung. Nachdem Babylon um 1530 v. Chr. von den Hethitern erobert wurde, besetzten die Könige des Meerlandes (Länder am Persischen Golf) das Land und begründeten die 2. Dynastie von Babylon.
1450 v. Chr. wurde das Land von den Kassiten erobert, die bis 1160 v. Chr. herrschten. Nach deren Sturz entstand die 4. Dynastie, deren herausragendster Spross Nebukadnezar I. (1136–1113 v. Chr.) war. Er führte erfolgreich Krieg gegen die Assyrer und Elamiter. Nach seinem Tod geriet das Reich um 1100 v. Chr. unter assyrische Oberherrschaft. Die folgenden innenpolitischen Machtkämpfe führten zur Bedeutungslosigkeit der Königsgewalt.

## Fremdherrschaft
Zu Beginn des 1. Jahrtausend v. Chr. wanderten chaldäische Stämme aus dem östlichen Arabien ein. Das Land wechselte mehrmals den Besitzer zwischen Elam und Assyrien, bevor es 732 v. Chr. unter assyrische Oberherrschaft geriet.

## Neubabylonisches Reich
Im Jahre 626 v. Chr. wurde das Babylonische Reich, durch den Verfall des Assyrischen Reiches begünstigt, durch Nabopolassar (626–604 v. Chr.) neugegründet. Im Jahre 605 v. Chr. wurden die Überreste des assyrischen Heeres durch Nebukadnezar II. (604–562 v. Chr.) vernichtet. Er eroberte Syrien und Palästina und zerstörte 586 v. Chr. Jerusalem (worauf das in der Bibel beschriebene Babylonische Exil folgte).
Das südliche Mesopotamien war zu dieser Zeit das zentrale Handelszentrum des Orients. Die herrschende Kaste im Staat war die Priesteraristokratie, welche nach dem Tode Nebukadnezars II. keinen starken Herrscher neben sich duldete.
Unter dem letzten König Nabonid (555–538 v. Chr.) kam es zum offenen Bruch mit der Priesterschaft. Dies nutzte der Perserkönig Kyros II. (558–529 v. Chr.) und eroberte Babylonien. Die Priester öffneten ihm 539 v. Chr. die Stadttore.